# Au royaume des cendres
Au Royaume des Cendres est un court métrage français fantastique écrit et réalisé par Michaël Massias sorti en 2005.

## Fiche technique
- Titre : Au Royaume des Cendres
- Réalisation : Michaël Massias
- Scénario : Michaël Massias
- Photographie : Christophe Larue
- Production : Beatrice Borowiec et Arthur Rémy
- Société de production : Pistoleros
- Pays d'origine : France
- Durée : 21 min

## Distribution
- Francois Berléand
- Beatrice Borowiec
- Tristan Bertrand
- Arthur Rémy
- Philippe Petit
- Harold Girard
- Cédric Tuffier